# ولهاصة
ولهاصة هي إحدى بلديات ولاية عين تموشنت تقع غرب الولاية (عين تموشنت) وبلدية هي مطلة على البحر ومن أهم شواطئها مدريد ورشڨون.
وولهاصة متميزة بمعالمها التاريخية مثل ضريح الملك الامازيغي صيفاقس حاكم نوميديا الغربية و مسجد وزاوية سيدي يعقوب التي هي منذ عهد الإسبان ويبلغ عمر المسجد الذي قدره باحثوا المنطقة حوالي 07 قرون حيث لايزال سكان المنطقة يصلون في هذا المسجد وإمام المسجد هو س.عبد الوهاب الذي يسكن في هذه القرية والتي إسمها مثل اسم المسجد سيدي يعقوب.